# Cabo Mayor
Cabo Mayor es un saliente de tierra frente al mar Cantábrico situado al norte del municipio de Santander, en la localidad de Cueto, en la comunidad autónoma de Cantabria (España). Se encuentra en el extremo nororiental de la Bahía de Santander y forma parte del Geoparque de Costa Quebrada, reconocido por su valor geológico y natural. Este cabo se caracteriza por sus acantilados elevados y una riqueza paisajística que combina ecosistemas marinos y terrestres, albergando una variada flora y fauna, entre las que destaca la reciente plaga de conejos silvestres.
Además de su importancia natural, Cabo Mayor reúne diversos elementos de interés histórico, cultural y recreativo que conforman un espacio muy valorado tanto para residentes como para visitantes. En el punto más alto del promontorio se encuentra el Faro de Cabo Mayor, una emblemática construcción y símbolo histórico de la navegación en la costa cántabra. La zona también conserva importantes yacimientos arqueológicos de época prehistórica y fortificaciones militares que abarcan desde las defensas costeras del siglo XIX hasta estructuras bélicas de la guerra civil española. Complementan el conjunto el Parque 2020, un espacio público dedicado a la memoria de las víctimas de la pandemia de COVID-19, un pinar donde se ha instalado un parque de tirolinas para actividades de ocio, así como diversos restaurantes y un aparcamiento que facilitan el acceso y disfrute del lugar. 

## Restos arqueológicos
El entorno de Cabo Mayor presenta un yacimiento arqueológico descubierto a principios de la década de los ochenta por Ángel Ocejo Herrero y dado a conocer posteriormente por el grupo CAEAP en la Carta Arqueológica de Santander. Este yacimiento también forma parte del Inventario Arqueológico de Cantabria (INVAC) gestionado por el Gobierno autonómico.
Según un informe realizado en 2020 por Tanea Documentación y Conservación, S.L., se trata de un yacimiento de gran extensión en el que los hallazgos se encuentran casi en superficie. Los materiales arqueológicos corresponden a los períodos neolítico y calcolítico, con la presencia de diversos útiles de sílex y un abundante conjunto de restos de talla. No obstante, el yacimiento ha sufrido cierto deterioro debido a que gran parte está cubierta por una plantación de pinos.
En las cercanías, se localizan otros yacimientos de los que se han recuperado numerosos restos líticos, que incluyen tanto herramientas muy representativas como una gran cantidad de fragmentos de talla, entre núcleos y nódulos, según detalla la ficha técnica del estudio. Algunos se encuentran muy alterados debido al tránsito de personas y vehículos, la retirada de tierras para parques y jardines y la ejecución de diversas obras en la zona sin el seguimiento arqueológico previo.

Además, en las inmediaciones del Faro de Cabo Mayor existen varias cuevas pequeñas, con galerías en cuyo interior se han identificado formaciones nodulares de sílex, atribuibles a la Prehistoria. Actualmente, estas cuevas no son accesibles al público, ya que se encuentran dentro del parque de tirolinas.

Vista panorámica tierra adentro de Cabo Mayor.

## Fortificaciones de Cabo Mayor
Debido a su posición estratégica como punto elevado que domina la entrada de la bahía de Santander, tanto Cabo Mayor, como Cabo Menor han sido históricamente considerados enclaves fundamentales para la vigilancia y defensa del litoral. Ya desde épocas remotas se tiene constancia del uso del cabo con fines defensivos, si bien la documentación más detallada comienza a aparecer en los siglos modernos. Durante el siglo XIX, y especialmente tras la guerra hispano-estadounidense de 1898, se intensificaron las medidas de defensa en la costa cantábrica ante el temor a una posible invasión.

El historiador Rafael Gutiérrez-Colomer recoge diversas noticias publicadas en la prensa local de la época que dan cuenta de estas actuaciones. Así, por ejemplo, el Boletín de Comercio y El Correo de Cantabria informaban en mayo de 1898:
Las costas españolas se fortifican para tratar de impedir una supuesta invasión después de nuestra guerra con los americanos.
Por real orden se aprueban las fortificaciones del Cantábrico, y en Santander se emplazarán tres baterías: una en las costas de Langre, otra en Cabo Mayor y la tercera en la península de la Magdalena.
En mayo comienza esta construcción empleando cuarenta y seis obreros de la población y transportándose en barcazas ochenta toneladas de raíles.

 (Boletín de Comercio, 30-IV y 5-V-1898, y El Correo de Cantabria, 27-V-1898”).
Estas defensas incluyeron la instalación de varios cañones Krupp y obuses, así como la construcción de estructuras de protección reforzadas con hierro y piedra. Según los mismos diarios, en julio de ese mismo año ya se habían colocado ocho piezas de artillería —cuatro cañones de 15 cm y cuatro obuses de 32 cm—, y se esperaba completar la batería con cañones Hontoria procedentes de San Sebastián

Sin embargo, la utilidad de estas fortificaciones fue efímera. Pocas horas después de concluirse las obras, el gobierno ordenó el desmantelamiento de las baterías y el traslado de las piezas a Madrid. Así lo recogía de forma crítica la prensa local:
Y después de  tantos trabajos y cuantiosos gastos, pasado el furor “de que vienen los yanquis”, no hacía veinticuatro horas que terminaron las obras construidas con dinero del pueblo para la defensa de la ciudad, cuando se recibieron órdenes del gobierno de “que fueran desmontados los cañones y enviados a la escuela de tiro de Madrid.

(El Boletín de Comercio, 27-VIII-1898, y El Correo de Cantabria, 29-VIII-1898.)
Cabe señalar que, debido a la frecuente confusión terminológica en la prensa local de la época, algunas de las noticias que mencionan instalaciones defensivas en “Cabo Mayor” podrían referirse en realidad a Cabo Menor, pues ambos enclaves eran designados de manera intercambiable en ciertos contextos periodísticos.

### Fortificaciones de la Guerra Civil
Durante la guerra civil española (1936-1939), la ciudad de Santander permaneció alejada de los principales frentes de combate. No obstante, desempeñó un papel estratégico. Su salida al mar Cantábrico era la única vía de comunicación del norte republicano, aislado del resto del territorio leal al Gobierno central. 
Por este motivo, desde fechas tempranas la escuadra franquista impuso un férreo control naval, bombardeó puertos y costas, y mantuvo la amenaza permanente de un posible desembarco. Como respuesta, las autoridades republicanas comenzaron a fortificar la costa santanderina, especialmente los sectores de Cabo Mayor y El Sardinero, con estructuras destinadas a proteger la entrada a la bahía y el puerto de la ciudad. Estos hechos, junto con los bombardeos aéreos del 27 de diciembre de 1936, que impulsaron la construcción de una extensa red de refugios antiaéreos por toda la ciudad, contribuyeron a dejar una huella aún visible en el paisaje urbano de Santander.
En concreto, el sector de Cabo Mayor, un acantilado elevado al norte de la ciudad, ofrecía un emplazamiento ideal para el control de la entrada a la bahía y su puerto. Esta zona, que ya había albergado defensas costeras en épocas anteriores, volvió a ser fortificada a partir de 1937 con la instalación de baterías de artillería, casamatas, trincheras y polvorines, algunas de ellas excavadas en la roca. Estas posiciones, artilladas con cañones de campaña de origen diverso —algunos incluso procedentes de la Primera Guerra Mundial—, estaban destinadas a evitar un posible desembarco naval que nunca llegó a producirse.
Cabe señalar que muchas de las defensas construidas en esta zona por el Ejército republicano presentaban deficiencias significativas en su diseño, lo que habría comprometido seriamente su eficacia en caso de combate. Algunos estudios han relacionado estos fallos con la posible infiltración de una célula de quintacolumnistas en la Sección de Ingenieros del Cuerpo de Ejército de Santander, que habría saboteado deliberadamente la planificación de las fortificaciones.
Tras la ocupación de Santander por las tropas franquistas, en agosto de 1937, las fortificaciones republicanas fueron abandonadas o reutilizadas. Poco después, las nuevas autoridades militares del régimen franquista construyeron una nueva batería en Cabo Mayor, esta vez equipada con artillería naval procedente de buques desmantelados, manteniendo la importancia estratégica del enclave durante los primeros años de la posguerra.

#### Descripción de las fortificaciones del frente Cabo Mayor
La presencia de artillería en las inmediaciones del Faro de Cabo Mayor se remonta a los primeros meses de 1937. Inicialmente, se instaló un cañón Krupp de 150 mm modelo 1913 150/27, evacuado desde Guipúzcoa tras la caída de esa provincia. A partir de los meses de marzo y abril de ese mismo año, obreros eventuales dirigidos por ingenieros militares levantaron una casamata con el propósito de cubrir el cañón. Sin embargo, esta adolecía de importantes defectos constructivos, dado que su diseño apenas permite un tiro frontal. Posteriormente, en el mes de julio, la pieza de artillería fue sustituida por un cañón Armstrong de 127 mm excedente de la I Guerra Mundial, pero de buena calidad —sus prestaciones en el frente vasco lo llevaron a ser conocido como «las leonas»—. Estos fueron fabricados por los británicos y destinados al Ejército Blanco durante la guerra civil rusa; aunque, serían capturados por los bolcheviques y posteriormente, los entregarían al bando republicado.
Muy cerca de esta casamata, a unos 11 metros al sureste, se excavó el polvorín n.º 1, una galería subterránea en forma de T, parcialmente revestida con ladrillo y cemento. Este polvorín se comunicaba  mediante una trinchera descubierta, que descendía desde el nivel superior. Hoy se conservan todavía sus muros interiores y la trinchera de acceso, aunque completamente cubiertas por vegetación y parcialmente deteriorados por el paso del tiempo y el vandalismo.
Sobre la cresta, unos metros al este de la casamata, se encontraba una trinchera rectilínea de unos 20 metros, que conectaba las distintas posiciones y ofrecía abrigo a la tropa. Esta trinchera terminaba en una explanada cuadrangular que pudo servir como refugio o zona de descanso para los artilleros. Fotografías aéreas tomadas por la Legión Cóndor hechas en 1937 dejan constancia de su trazado y conexiones.

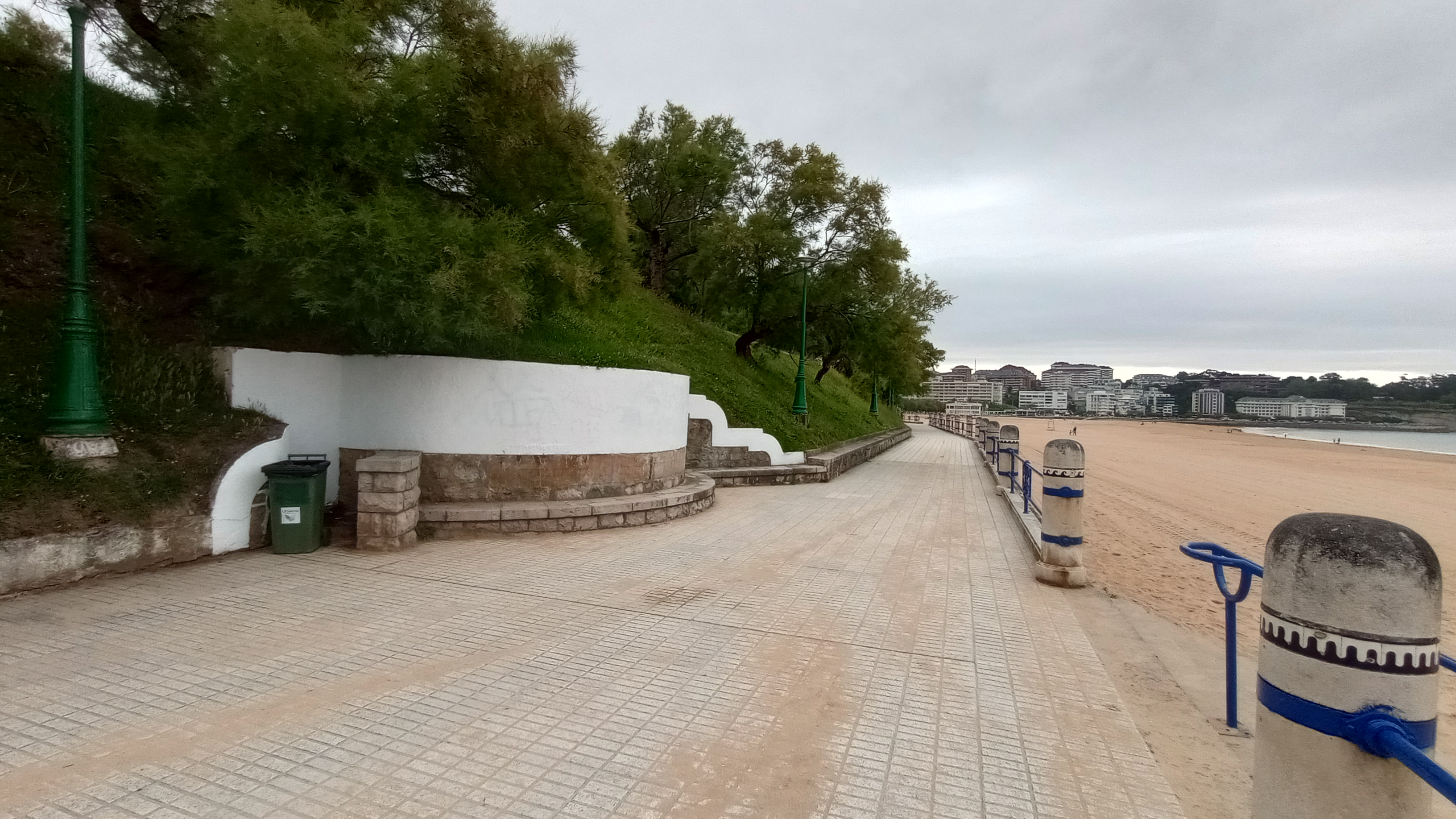
Estado actual del nido de ametralladoras en El Sardinero.

Más alejados del cabo pero vinculados al mismo sistema defensivo, se situaban los nidos de ametralladoras del Sardinero, concretamente en la Playa de los Molinucos, la Segunda de El Sardinero y en el promontorio de Piquío. Aunque nunca llegaron a entrar en combate, fueron construidos para rechazar posibles desembarcos. Sin embargo, su orientación inadecuada y su diseño ineficaz refuerzan la sospechas de sabotaje. Debido a que estaban mal orientados, con ángulos de tiro limitados o cegados, y carecían de visibilidad adecuada sobre la playa. Además, su diseño no ofrecía la protección necesaria ni permitía un uso eficaz del armamento, lo que los hacía inoperativos en caso de un verdadero desembarco.
El uso de estos sistemas defensivos parece haber sido bastante limitado, reduciéndose a intercambios esporádicos con algunos buques de la escuadra rebelde. Tras la toma de Santander, se cree que el cañón fue arrojado al mar para evitar su captura por parte del bando sublevado, y es muy probable que sus restos permanezcan aún hoy sumergidos al pie del acantilado. Por su parte, la casamata fue abandonada.
Tras la caída de Santander en agosto de 1937, las instalaciones fueron abandonadas por las fuerzas republicanas. Sin embargo, apenas un año después, en el verano de 1938, el régimen franquista, reconociendo el valor estratégico del enclave, reutilizó parte de estas estructuras y construyó otras nuevas. Se levantaron dos barbetas de artillería en los puntos más elevados de la cresta, orientadas al nornoroeste, situadas a unos 200 y 300 metros, respectivamente, del faro. Cada una albergaba un cañón naval Vickers de 101,6 mm, procedente de buques desmantelados de la Marina Auxiliar de Euzkadi. Su alcance efectivo era de 9.000 metros —suficiente para cubrir el tramo de costa comprendido entre Soto de la Marina y Galizano—. Y eran capaces de disparar proyectiles de 14,06 kg. Además, estaban protegidas lateral, superior y frontalmente por un mantelete de acero.
También, se sospecha que por esas fechas se construyó el polvorín n.º 2, como apoyo a las nuevas barbetas. Aunque su documentación es escasa, comparte diseño con el primero, lo que sugiere una continuidad estructural.
Las baterías permanecieron operativas hasta 1943, año en que fueron desartilladas y abandonadas. No se tiene constancia de que llegaran a intervenir en combate, ya que en aquella fase de la guerra la flota republicana operaba exclusivamente en el Mediterráneo.

#### Estado actual de las fortificaciones de Cabo Mayor
A día de hoy, el conjunto de fortificaciones se encuentra en un estado de total abandono. Fiel reflejo de la desidia institucional y la falta de compromiso de los sucesivos gobiernos municipales hacia el patrimonio histórico de la ciudad de Santander. Pese a su valor testimonial y paisajístico, la zona no cuenta con ninguna señalización, cartel explicativo o acción de conservación, lo que condena este enclave estratégico a una progresiva desaparición de la memoria colectiva.

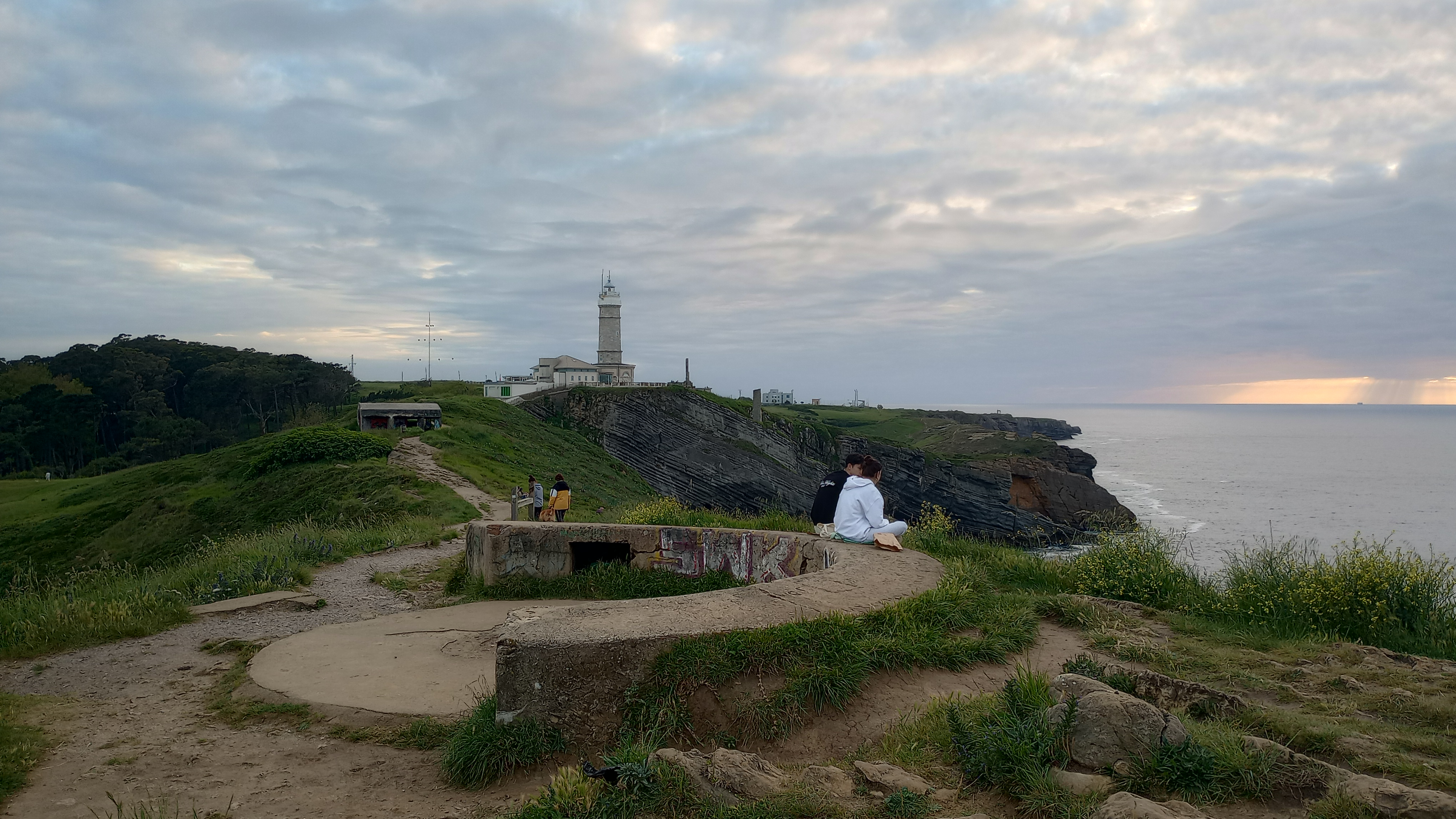
Estado actual de la zona de Cabo Mayor.

De todo el sistema defensivo original, solo permanecen en pie la casamata y las estructuras de las barbetas franquistas, aunque completamente desprovistas de sus piezas de artillería. Ambos elementos, están deteriorados y cubiertos de pintadas. Los polvorines, excavados en la roca junto a la antigua casamata, han sido punto de encuentro de jóvenes y  refugio de indigentes. Actualmente, se encuentran deshabitados y totalmente cubiertos por maleza, siendo prácticamente imposible su identificación. Al no existir información  en el lugar, los visitantes que transitan por la zona ignoran por completo la historia de estas infraestructuras.
La única iniciativa seria hacia la conservación de este patrimonio fue impulsada en 2022 por la Concejalía de Cultura, liderada por Javier Ceruti. Entonces se encargó a los historiadores José Ángel Hierro Gárate y Enrique Gutiérrez Cuenca la elaboración de un estudio técnico sobre las fortificaciones de la Guerra Civil en Santander. Aunque el trabajo destacó por su rigor y propuestas concretas, no fue seguido de ninguna actuación sobre el terreno, quedando como un gesto aislado frente al abandono institucional que persiste hasta hoy.

## Parque 2020
El Parque 2020 es un espacio público situado en la zona de Mataleñas, en el entorno del Cabo Mayor, en Santander. Fue concebido como homenaje a las víctimas de la pandemia de COVID-19, con el objetivo de ofrecer un lugar de recuerdo tanto para sus familiares como para el conjunto de la comunidad.

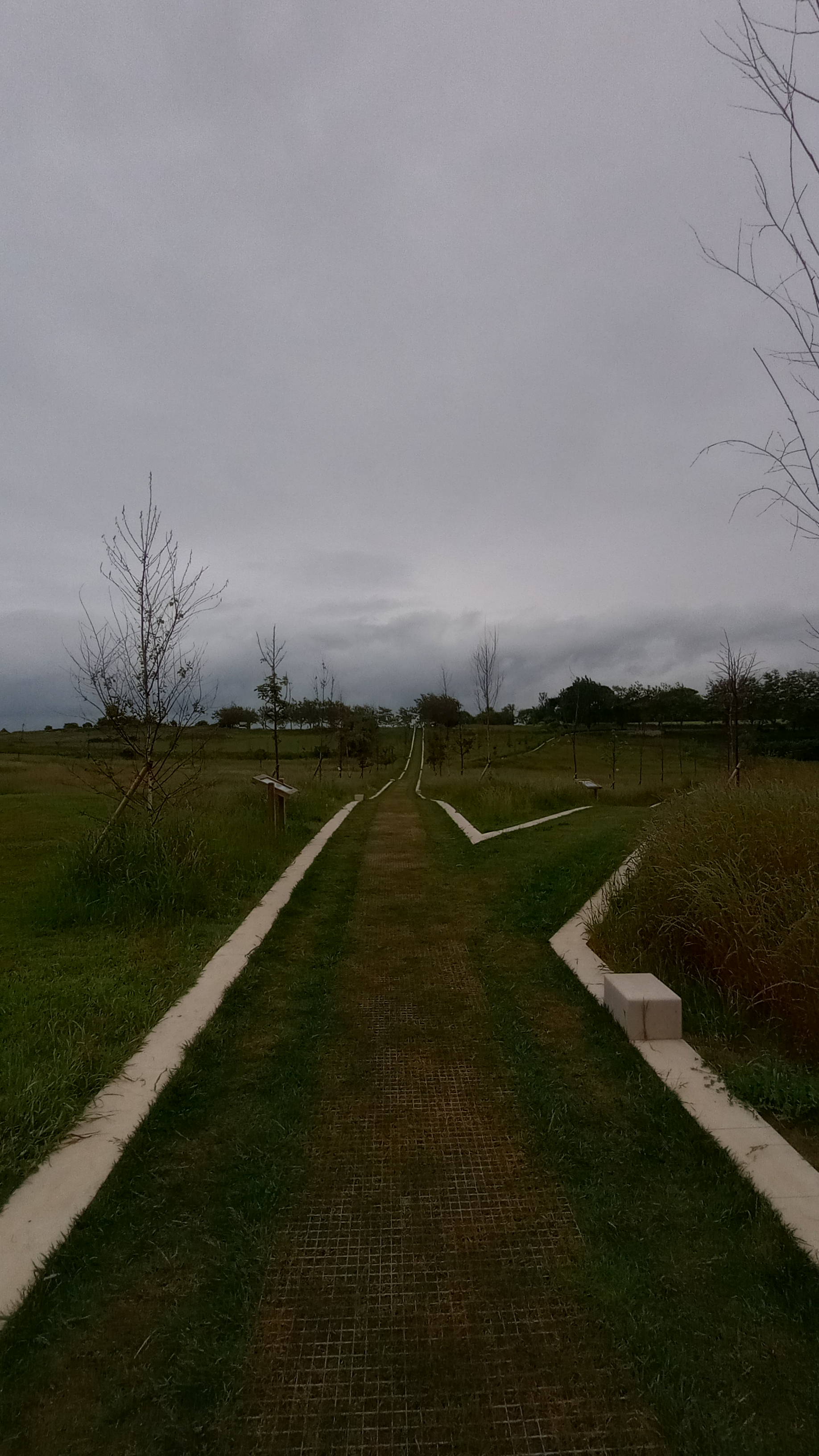
Recorrido del Parque 2020.

El parque ocupa una superficie aproximada de 20.000 metros cuadrados y alberga 144 árboles autóctonos, uno por cada vecino de la ciudad fallecido durante la crisis sanitaria. El diseño fue realizado por el paisajista Luis González Camino, con la colaboración del arquitecto Joaquín Bustamante Cabrero. La ejecución de las obras corrió a cargo de la empresa La Encina, con una inversión cercana a los 300.000 euros.
El proyecto se estructura en torno a tres caminos curvos que se entrecruzan, bordeados por diversas especies autóctonas alternadas, como arces, abedules, robles, alisos, fresnos y tilos. Todas ellas son de hoja caduca y presentan características similares, buscando generar una armonía visual. Los senderos están rematados con tepes de césped conformado por una mezcla de gramíneas resistentes al pisoteo, la sequía y la sombra.
Cada árbol representa simbólicamente a una de las víctimas del COVID-19. El Ayuntamiento ofreció a los familiares la posibilidad de inscribir el nombre del fallecido o una frase conmemorativa en una placa colocada junto al árbol correspondiente. Sin embargo, la ausencia de inscripciones sugiere una participación limitada en esta iniciativa.
Además de las alineaciones arbóreas, el parque cuenta con zonas de pradera silvestre, arbustos autóctonos y una mezcla de flores propias de los prados costeros, con el fin de favorecer la biodiversidad local. Entre los elementos destacados se encuentra un mirador de entrada desde la carretera, que permite contemplar el conjunto del espacio y ofrece información sobre su finalidad y las especies vegetales presentes.

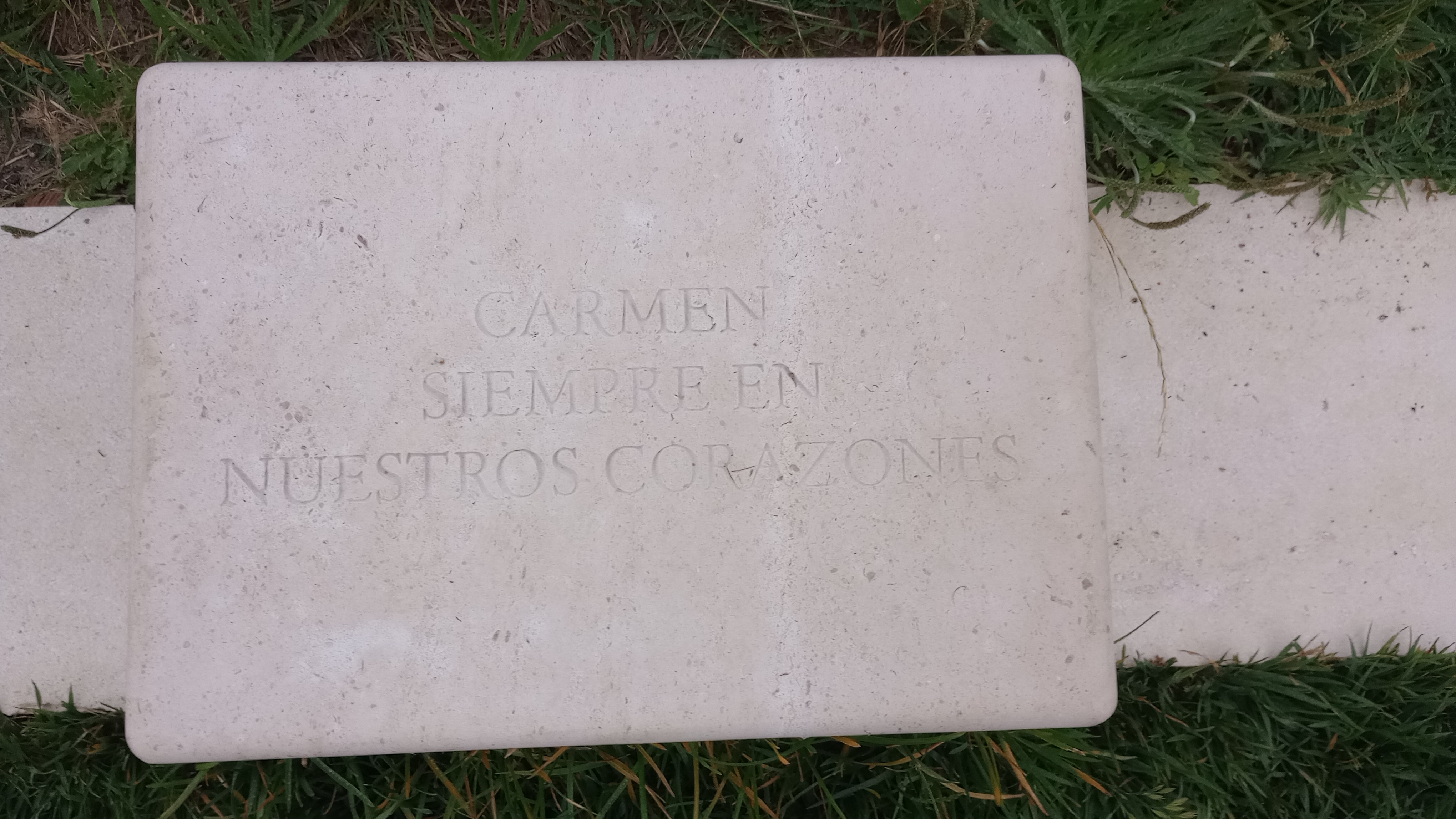
Una de las inscripciones existentes en el Parque 2020.

Aunque la inauguración estaba prevista para finales de 2023, antes de las fiestas navideñas, el parque no fue abierto al público hasta mediados de 2024. El retraso se debió a que las obras se realizaban sobre un yacimiento arqueológico previamente documentado, incluido tanto en la Carta Arqueológica de Santander como en el Inventario Arqueológico de Cantabria. A pesar de que el Ayuntamiento disponía de informes que acreditaban la existencia de patrimonio arqueológico, las autoridades municipales iniciaron las obras sin considerarlo, lo que obligó posteriormente a paralizarlas al ser advertidos del potencial impacto.